# Dorchester on Thames
Dorchester on Thames (Dorchester sul Tamigi) è un villaggio sulle rive del Tamigi nell'Oxfordshire, a circa 4,8 km a nord-ovest di Wallingford e a 13 km a sud-est di Oxford.
È famosa per la grandiosa Abbazia tutt'oggi esistente che fu costruita sul sito di una cattedrale che fu per secoli sede vescovile, poi divisa e trasferita per formare la diocesi di Lincoln e la diocesi di Winchester.
Dal Cinquecento entrò a far parte della diocesi di Oxford, eretta da Enrico VIII d'Inghilterra, per cui il titolo di vescovo di Dorchester è dal 1939 quello di un vescovo ausiliare (Suffragan Bishop) di questa diocesi anglicana.